# アメリカの友人
『アメリカの友人』（アメリカのゆうじん、Der amerikanische Freund）は、1977年の西ドイツ・フランスのサスペンス映画。監督はヴィム・ヴェンダース、出演はデニス・ホッパーとブルーノ・ガンツなど。パトリシア・ハイスミスの1974年の小説『アメリカの友人』を原作としている。なお、この原作は映画『太陽がいっぱい』や『リプリー』の原作小説の続編で、主人公トム・リプリーのその後を描いた『トム・リプリー』シリーズの第3弾である。また、この映画では『トム・リプリー』シリーズの第2弾である『贋作』のエピソードも使われている。
同一原作の映画化作品としては、イタリア・イギリス・アメリカ合作の2002年の映画『リプリーズ・ゲーム』がある（監督：リリアーナ・カヴァーニ、主演：ジョン・マルコヴィッチ）。
日本では、2021年11月より特集上映「ヴィム・ヴェンダース レトロスペクティブ ROAD MOVIES／夢の涯てまでも」の1作品として4Kレストア版が劇場上映された。

## ストーリー
ドイツに住むアメリカ人のトム・リプレーは、ニューヨークの老画家を訪ねる。画家は数年前に亡くなったはずのデルワット本人だが、今はボガッシュと名乗り、本人の「晩年」の絵を描き続け、トムはそれをヨーロッパの画商の競売で売りさばいている。
稀少性から高値がつく訳だが、競売で居合わせた額縁職人ヨナタンは、青が違うから贋作とその違いを見抜く。トムは美術商から、ヨナタンが白血病で金が必要であることを聞き、そのことがトムの昔馴染みでフランス・マフィアのミノの耳に入る。
ミノは敵対するマフィアを始末するのに、足のつかない素人を探していて、ここから、ヨナタンが抱える病状不安を煽り、素人殺し屋を作り上げていく動きが始まる。トムがヨナタンの店で額縁を注文して接触を始め、次にミノが「殺しの報酬で大金が入る」話をする。そして、パリの血液学の権威の診察を受けるように誘い、捏造した悪い診察結果を見せて、仕事を引き受けさせるというもので、ヨナタンはその誘いに応じた。
パリの地下鉄で標的の男を教えられ、人気のない駅のエスカレーターで射殺した。二度目の殺しは、ミュンヘン発の列車内で殺し屋を始末するものでこれも成功させる。しかしミノから、マフィアに嗅ぎつけられたらしいと聞き、二人はトムの屋敷で、マフィアの襲撃を迎え撃つ準備をする。
何とかマフィアを始末し、その死体を救急車に積んでいるところに、ヨナタンの妻が車で来て、その車と共に人気のない浜辺に行き、救急車を爆発・炎上させる。
そしてヨナタンは妻の車に乗ると、トムを置き去りにして走り出し、意識朦朧の運転で大きく車線をはずれ路肩を飛び越えるが、助手席の妻がブレーキをかけて急停止させる。しかしその時、ヨナタンは息絶えていた。

## キャスト
- トム・リプリー: デニス・ホッパー
- ヨナタン・ツィマーマン: ブルーノ・ガンツ
- マリアンネ・ツィマーマン: リサ・クロイツァー
- ラオール・ミノー: ジェラール・ブラン
- ダーワット: ニコラス・レイ
- アメリカ人: サミュエル・フラー
- マルカンジェロ: ペーター・リリエンタール（ドイツ語版）
- イグラハム: ダニエル・シュミット

※ニコラス・レイ、サミュエル・フラー、ペーター・リリエンタール、ダニエル・シュミットの本業は映画監督である。

## 作品の評価
Rotten Tomatoesによれば、批評家の一致した見解は「『アメリカの友人』はパトリシア・ハイスミスの原作小説の良さを十分に生かした緩慢燃焼性の実存主義スリラーである。」であり、23件の評論のうち高評価は91%にあたる21件で、平均して10点満点中7.3点を得ている。

## 原作の訳書
- パトリシア・ハイスミス『アメリカの友人』 佐宗鈴夫訳、河出文庫、1992年、改版2016年